# Sophronica fuscodiscalis
Sophronica fuscodiscalis là một loài bọ cánh cứng trong họ Cerambycidae.